# Ђенола (Торино)
Ђенола (итал. Genola) је насеље у Италији у округу Торино, региону Пијемонт.
Према процени из 2011. у насељу је живело 75 становника. Насеље се налази на надморској висини од 328 м.